# Wiener Neustadt
Pour les articles homonymes, voir île Wiener Neustadt et Neustadt.
Wiener Neustadt (« nouvelle ville viennoise » ; en hongrois : Bécsújhely) est une ville autrichienne de Basse-Autriche, la deuxième par la population de ce Land. La ville statutaire, siège administratif du district de Wiener Neustadt-Land, se situe à environ 50 km au sud de Vienne.

## Géographie
Wiener Neustadt est située tout au sud du bassin de Vienne. À l'est de la ville, la Leitha forme la frontière avec le Burgenland.

### Quartiers
La zone urbaine comprend huit quartiers :
| - Innere Stadt - Ungarviertel - Gymelsdorfer Vorstadt - Zehnerviertel | - Flugfeld - Josefstadt - Civitas Nova - Heideansiedlung |

## Histoire
En 1192, le comté de Pitten faisant partie du duché de Styrie avait été obtenu par les souverains d'Autriche issus de la maison de Babenberg. Peu de temps après, la nouvelle ville (Nova Civitas) y a été fondée par le duc Léopold V comme forteresse frontalière pour la protection contre le royaume de Hongrie au-délà de la Leitha à l'est. Elle fut donc agencée sur le modèle d'un camp romain. Une partie de la rançon considérable payée pour la libération du roi anglais Richard Cœur de Lion aurait été utilisée pour sa construction. Les citoyens ont obtenu des privilèges essentiels. 

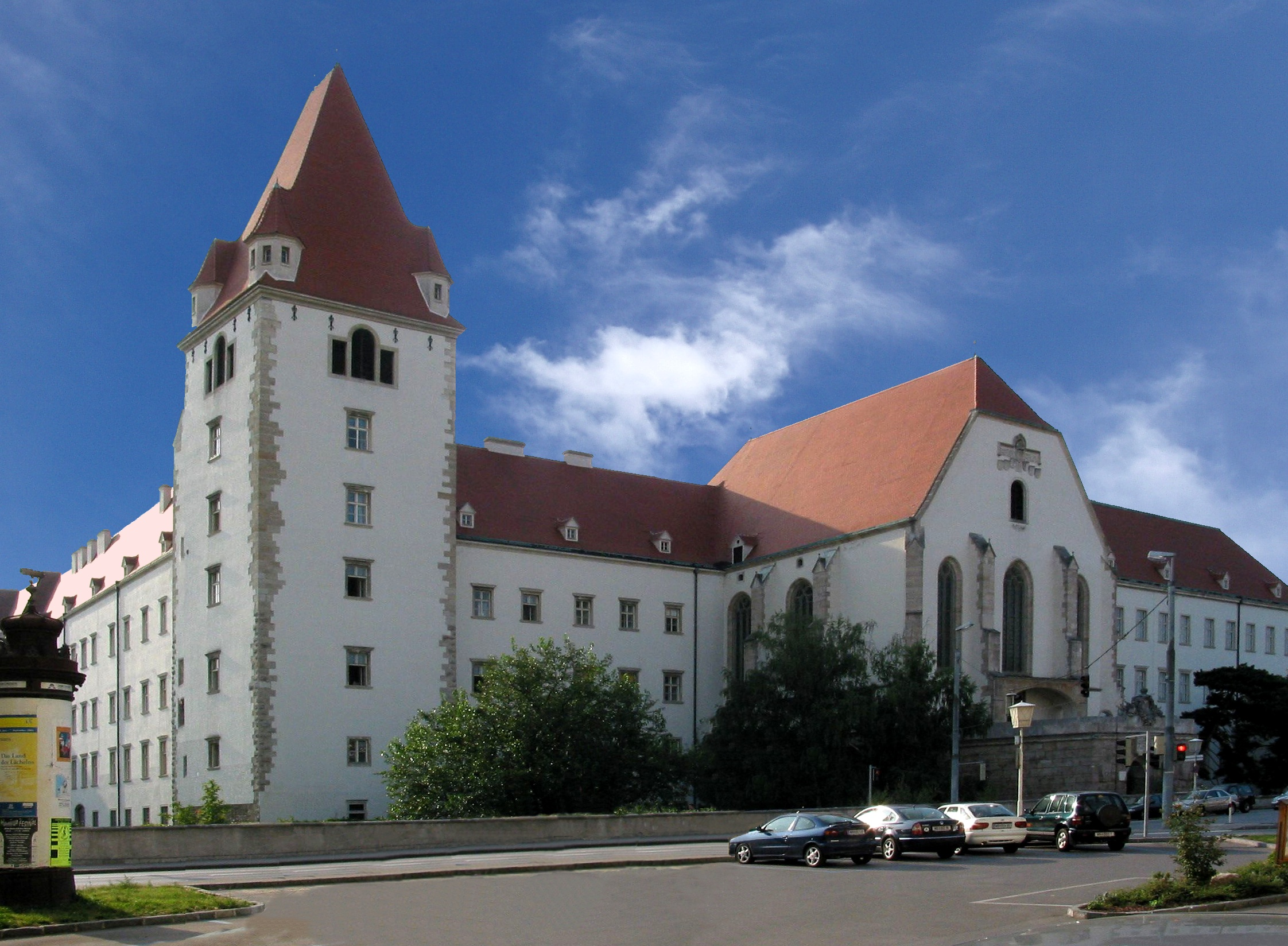
Château.

Après la conclusion du traité de Neuberg en 1379, la ville faisait partie des pays de l'Autriche intérieure gouvernés par la lignée léopoldienne de la maison de Habsbourg. Sous le règne de Frédéric III, entre 1440 et 1493, le château de Wiener Neustadt fut résidence impériale ; en 1453, Wiener Neustadt est même le lieu de réunion de la Diète d'Empire. En 1469, l'empereur a obtenu l'assentiment du pape Paul II d'ériger le diocèse de Wiener Neustadt qui est néanmoins limité à la ville. 
Sous l’impératrice Marie-Thérèse, la ville connut une nouvelle splendeur qui se poursuivit au XIXe siècle. Aujourd'hui encore la vieille ville qui a été transformée en coquette zone piétonnière révèle le tracé régulier des rues médiévales.
La ville a accueilli un kommando de travail dépendant du camp de concentration de Mauthausen. Les déportés fabriquaient des fusées V2.

## Politique

### Résultats des élections municipales de 2020
| Partis             | Partis                                                 | Voix   | %     | +/-   | Conseillers | +/-           |
| ------------------ | ------------------------------------------------------ | ------ | ----- | ----- | ----------- | ------------- |
|                    | Parti populaire autrichien (ÖVP)                       | 8 292  | 45,01 | 11,07 | 19          | 5             |
|                    | Parti social-démocrate d'Autriche (SPÖ)                | 4 818  | 26,15 | 14,15 | 11          | 6             |
|                    | Parti de la liberté d'Autriche (FPÖ)                   | 2 598  | 14,10 | 2,43  | 6           | 1             |
|                    | Les Verts - L'Alternative verte (Grünen)               | 1 826  | 9,91  | 4,77  | 4           | 2             |
|                    | NEOS - La nouvelle Autriche et le Forum libéral (NEOS) | 424    | 2,30  | Nv.   | 0           | en stagnation |
|                    | Autres partis                                          | 464    | 2,52  | -     | 0           | en stagnation |
|                    |                                                        |        |       |       |             |               |
| Suffrages exprimés | Suffrages exprimés                                     | 18 422 |       |       |             |               |

## Jumelage
- Monheim am Rhein (Allemagne)
- Desenzano del Garda (Italie)
- Harbin (Chine)

## Personnalités nées à Wiener Neustadt
- Johanna Beisteiner (1976), guitariste classique.
- Andrzej Bobkowski (1913-1961), écrivain polonais.
- Cunégonde d'Autriche (1476-1520), archiduchesse d'Autriche, épouse d'Albert IV, duc de Bavière.
- Éléonore de Nevers-Mantoue (1628-1686), 3e épouse de Ferdinand III, roi de Hongrie et de Bohême, empereur germanique.
- Josef Matthias Hauer (1883-1959), compositeur et théoricien de la musique autrichien.
- Johann von Hiller (1754-1819), général autrichien.
- Lothar Rendulic (1887-1971), officier austro-hongrois puis général allemand pendant la Seconde Guerre mondiale, d'origine croate.
- Gusti Huber (1914-1993), actrice américaine d'origine autrichienne.
- Léopold-Guillaume de Habsbourg (1614-1662), gouverneur général des Pays-Bas espagnols.
- Maximilien Ier du Saint-Empire (1459-1519), empereur romain germanique de 1508 à 1519.
- Maximilien III d'Autriche (1558-1618), archiduc d'Autriche, quatrième fils de l'empereur Maximilien II et de Marie d'Espagne.
- Marie-Anne d'Autriche, fille aînée de l'empereur Ferdinand III et de Marie-Anne d'Autriche, infante d'Espagne et la sœur et belle-mère de l'empereur Léopold Ier du Saint-Empire. Elle fut reine consort d'Espagne, de Sicile et de Naples, duchesse consort de Bourgogne, de Milan, de Brabant, de Luxembourg et de Limbourg, comtesse consort de Flandre et comtesse palatine de Bourgogne.
- Roman Mählich (1971), footballeur autrichien.
- Wolfgang Murnberger (1961), réalisateur, scénariste, et producteur autrichien.
- Nicolò Pacassi (1716-1790), architecte allemand d'origine italienne.
- Johann Baptist Schenk (1753-1836), compositeur autrichien de la période classique.
- Herbert Tachezi (1930-2016), organiste et compositeur.
- Marilies Flemming (1933-2023), politicienne autrichienne.
- Michael Haneke (1942), réalisateur et scénariste autrichien qui reçut notamment la Palme d'Or pour son film le ruban blanc.
  - Christian Stocker (1960), homme politique autrichien.
- Werner Schlager (1972), pongiste autrichien, champion du monde en simple à Paris (2003).
- Dominic Thiem (1993), joueur de tennis, vainqueur de l'US Open 2020.

## Industries
C'est le siège social de Diamond Aircraft.

## Galerie

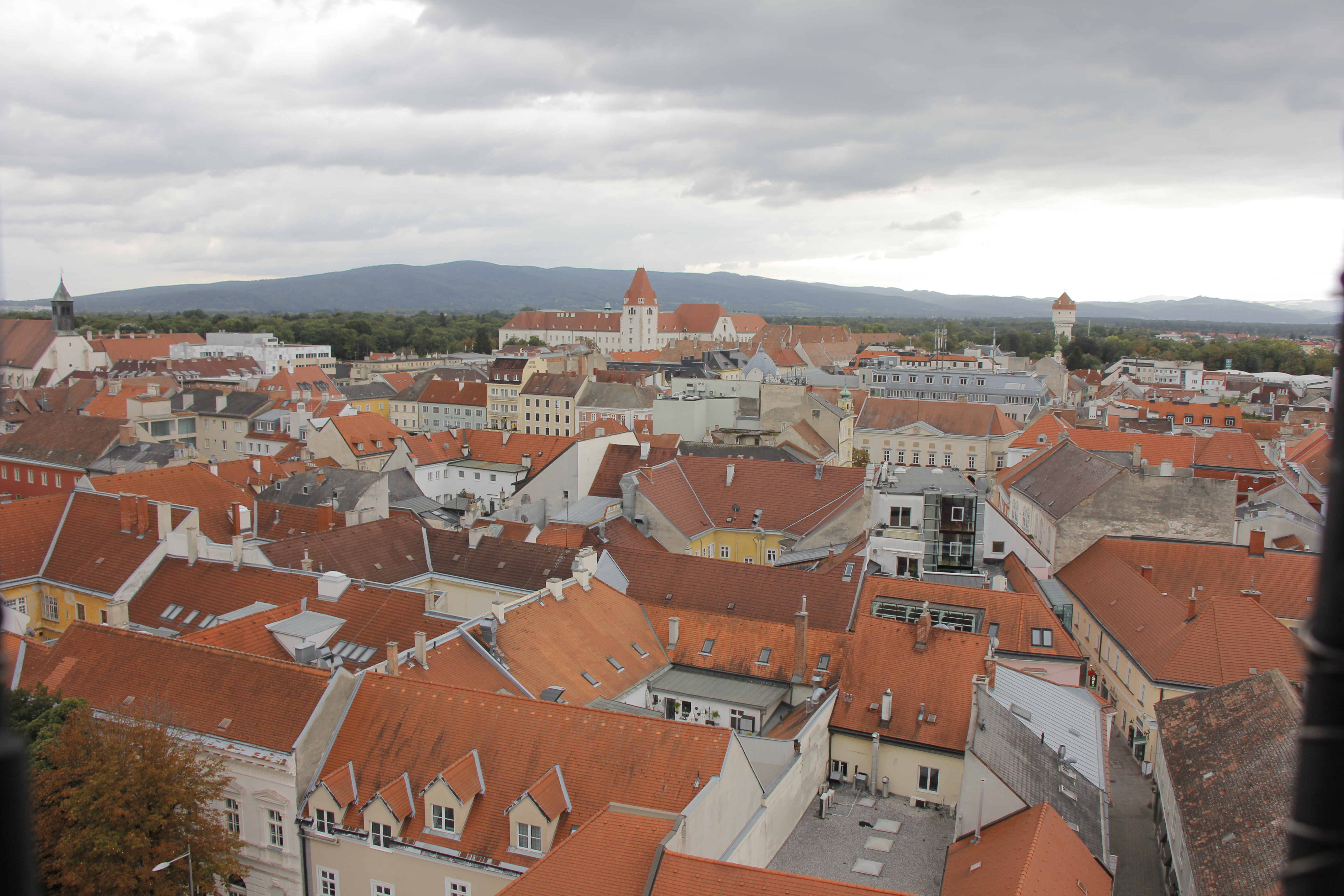
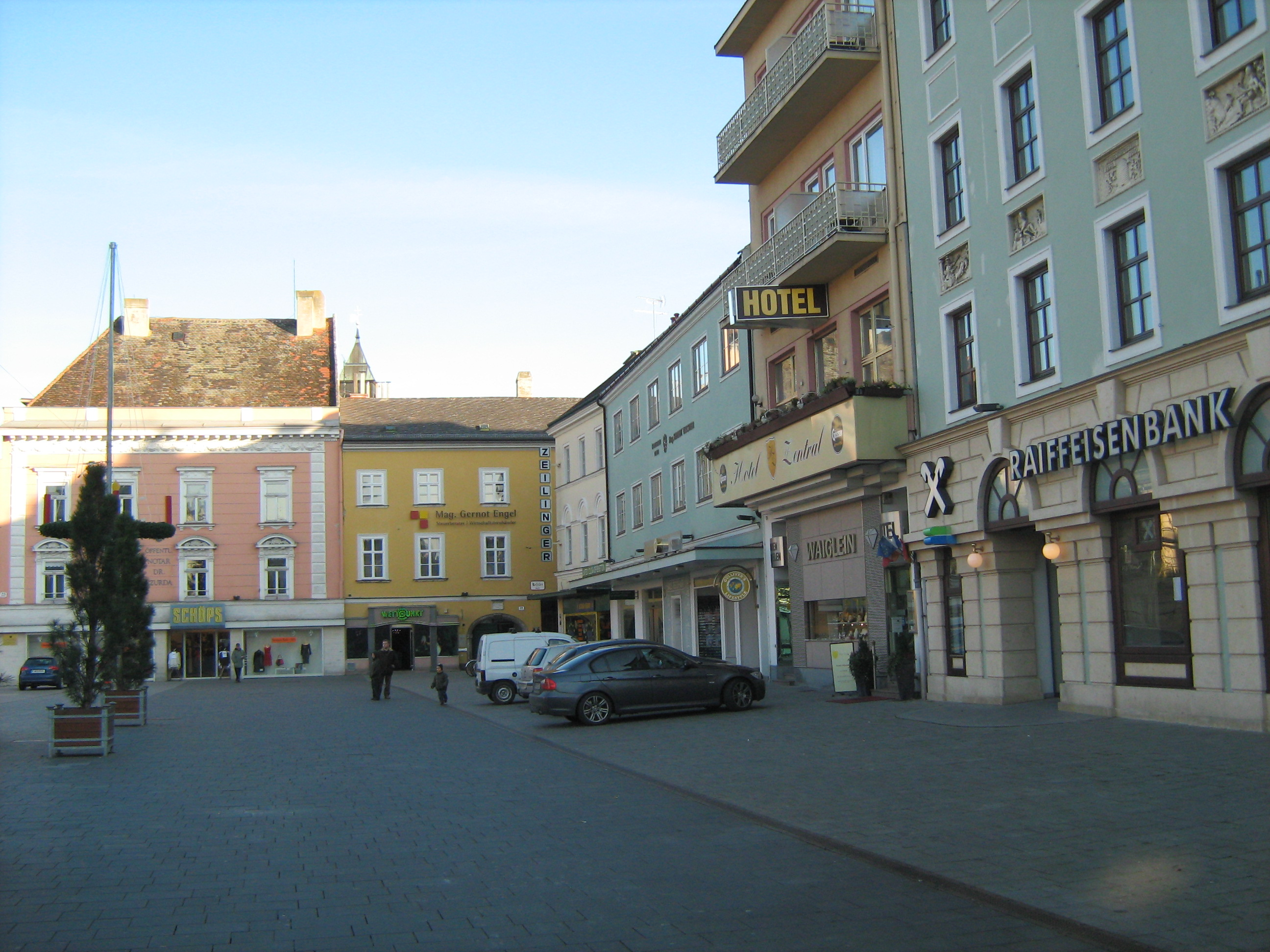
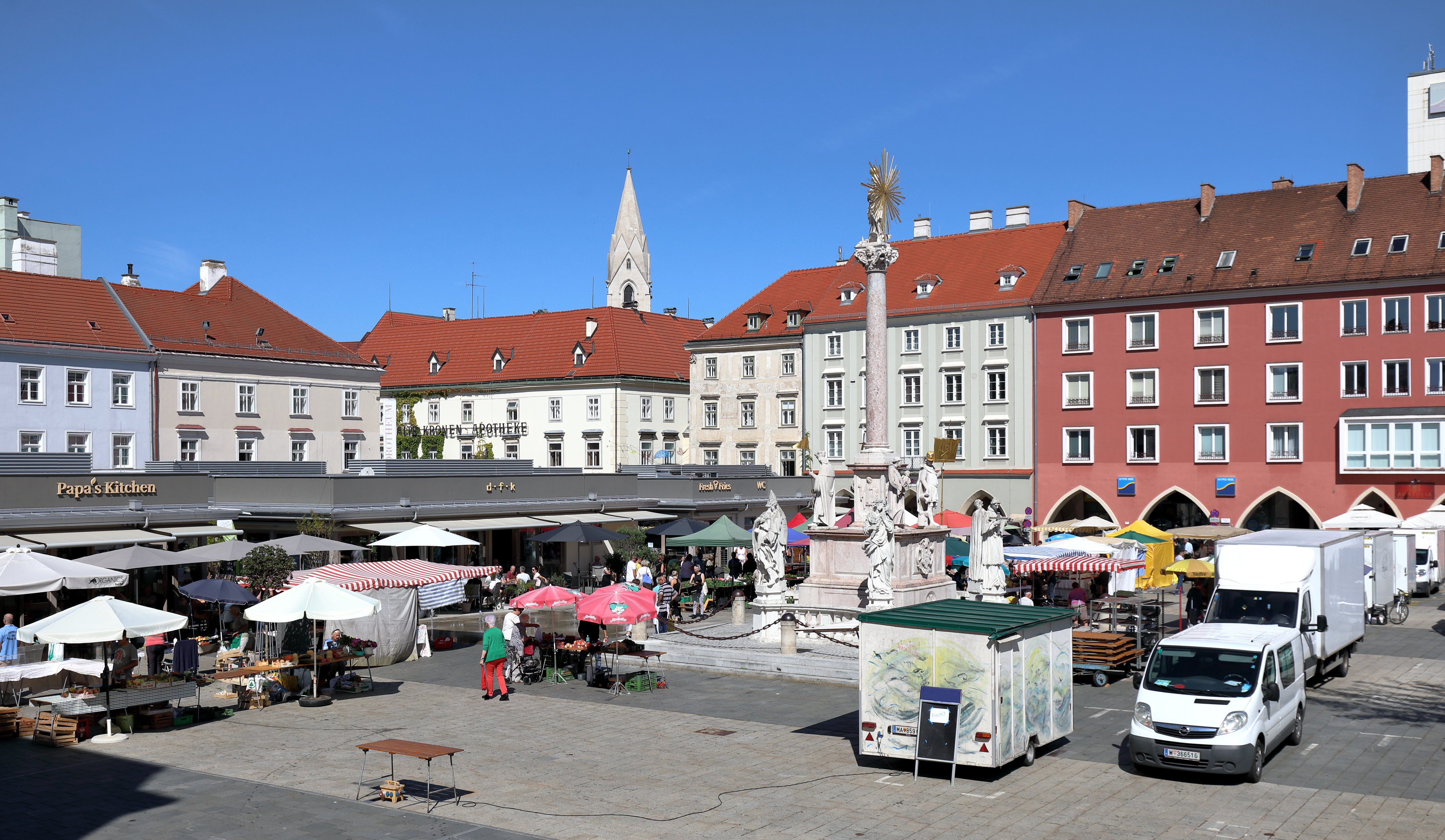
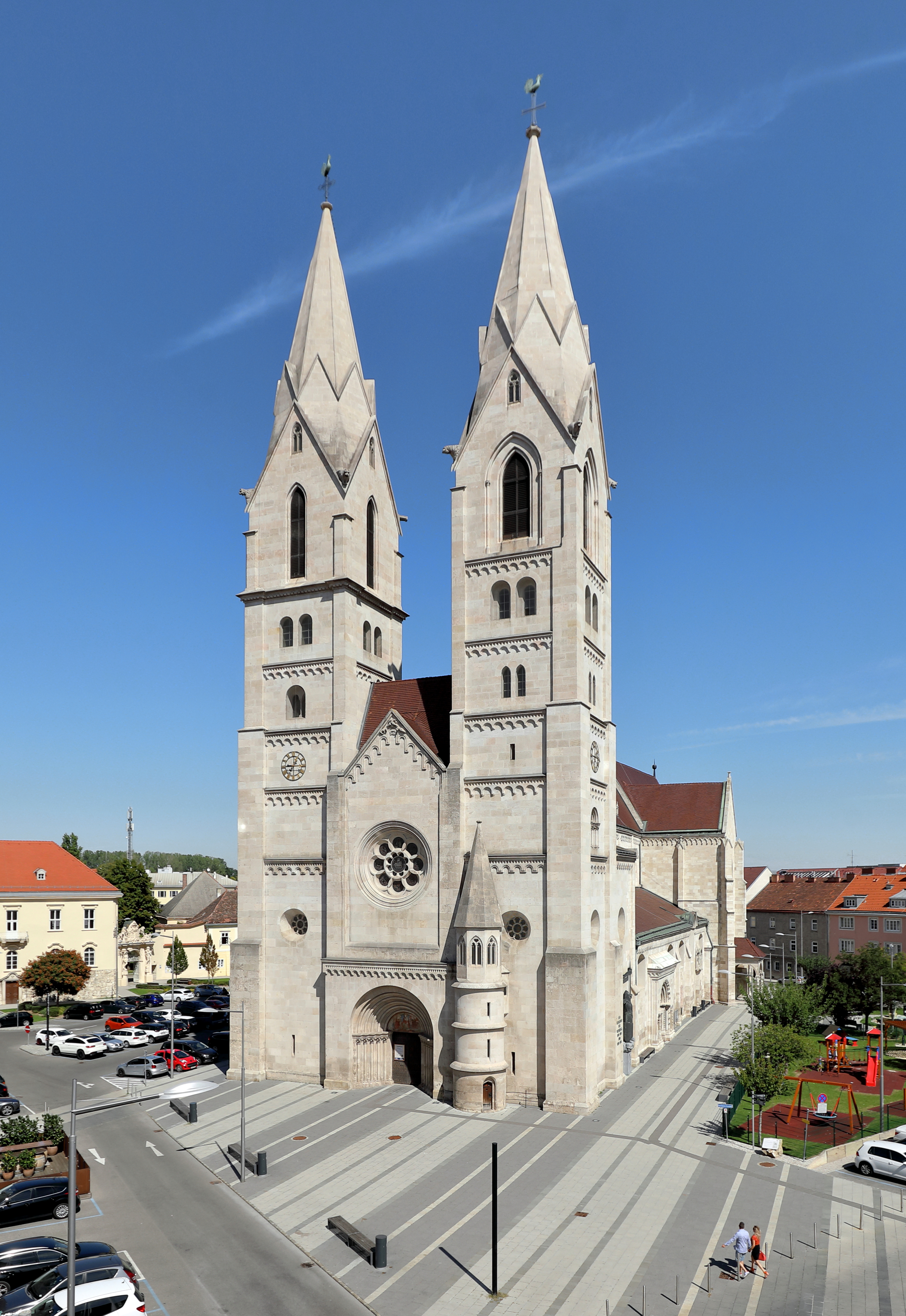
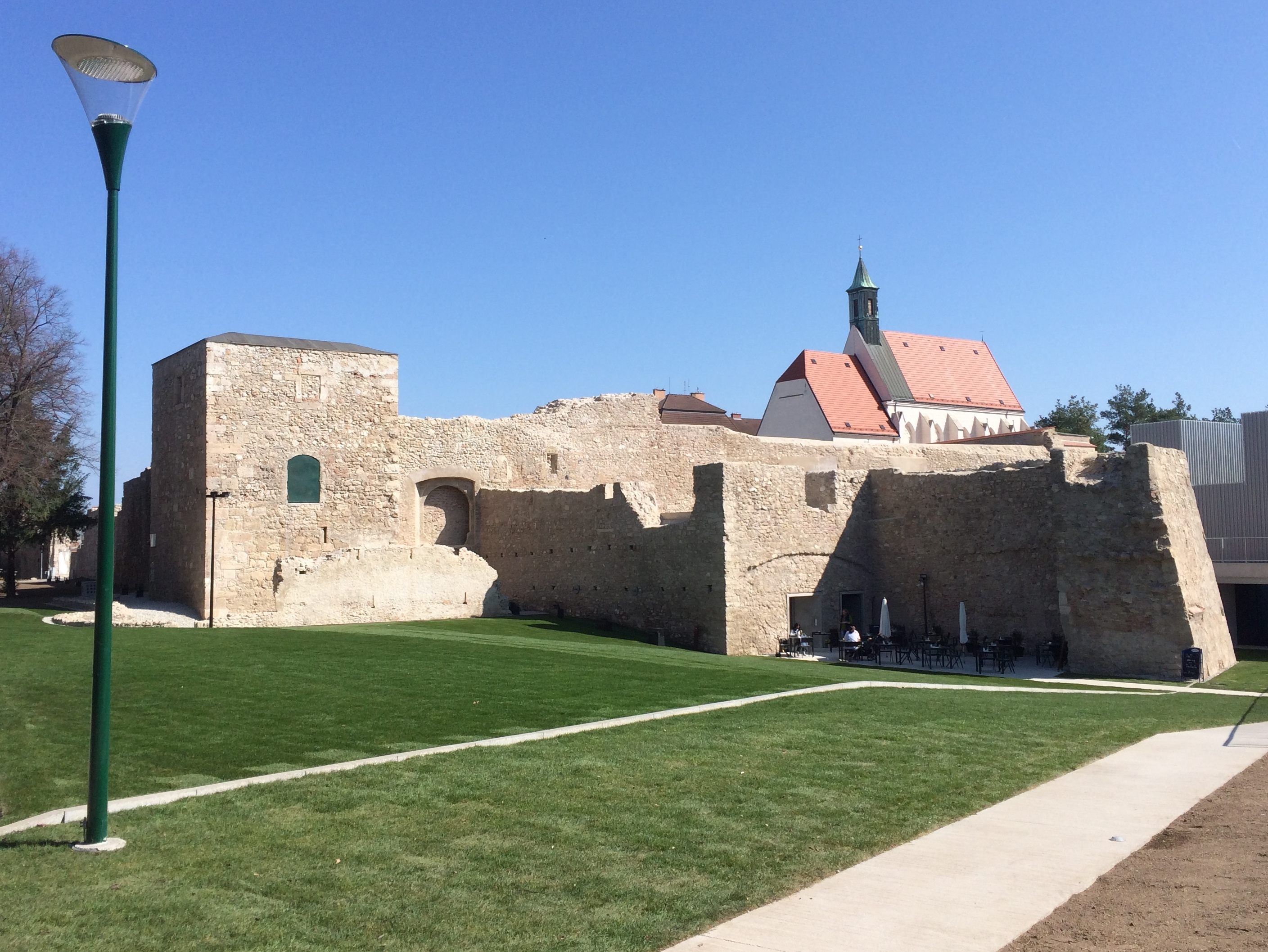